# Luigi Caligaris
Luigi Caligaris (ur. 4 października 1931 w Turynie, zm. 16 października 2019 w Rzymie) – włoski wojskowy i polityk, generał brygady, poseł do Parlamentu Europejskiego IV kadencji.

## Życiorys
Absolwent szkoły wojskowej Accademia militare di Modena. Był zawodowym wojskowym, doszedł do stopnia generała brygady. Pracował m.in. w sztabie generalnym, w latach 1978–1982 kierował jednym z biur w ministerstwie obrony. Prowadził także wykłady ze strategii m.in. na Uniwersytecie Bolońskim. Po odejściu z czynnej służby zajmował się działalnością dziennikarską i komentatorską.
W 1994 należał do założycieli partii Forza Italia. Z ramienia tego ugrupowania w latach 1994–1999 sprawował mandat eurodeputowanego IV kadencji. W 1998 opuścił FI, działał we Włoskiej Partii Liberalnej.